# Supercoupe d'Espagne de football 2006
Navigation
Supercoupe d'Espagne 2005 Supercoupe d'Espagne 2007
La Supercoupe d'Espagne 2006 (en espagnol : Supercopa de España 2006) est la vingt-et-unième édition de la Supercoupe d'Espagne, épreuve qui oppose le champion d'Espagne au vainqueur de la Coupe du Roi. Disputée en match aller-retour les 17 août 2006 et 20 août 2006, l'épreuve est remportée par le FC Barcelone aux dépens du RCD Espanyol sur le score cumulé de 4 à 0.
Il s'agit du septième titre du FC Barcelone dans cette compétition. 

## Compétition
| Vainqueur Coupe | Aller | Score | Retour | Champion en titre |
| --------------- | ----- | ----- | ------ | ----------------- |
| RCD Espanyol    | 0 - 1 | 0 - 4 | 0 - 3  | FC Barcelone      |